# Ruta Nacional 6 (Japón)
La Ruta Nacional 6 (国道6号 Kokudō Roku-gō?) es una carretera japonesa desde Tokio a la Prefectura de Miyagi. 

## Detalles de la ruta
El Punto de origen de la Ruta Nacional 6 es en Nihonbashi, Chūō, Tokio, que marca los orígenes de las rutas nacionales 1, 4, 6, 14, 15, 17 y 20.
La Ruta Nacional 6  tiene un trazado similar a la antigua ruta de Mito Kaidō desde Tokio a Mito, y en gran parte de su trayectoria la ruta corre paralela a la vía férrea Línea Jōban y a la autopista Jōban Expressway.
La Ruta Nacional 6 termina en la ciudad de Sendai, pero esta Ruta Nacional 6 aparentemente termina en la ciudad de Iwanuma en Miyagi, que es el cruce de las rutas nacionales 4 y 6; al norte de Iwanuma se superponen la Ruta Nacional 4 y la Ruta Nacional 6 hasta Sendai, la ciudad capital de Miyagi y allí termina la Ruta Nacional 6 en el cruce con la Ruta Nacional 45, y en ese cruce continúa la Ruta Nacional 4 al norte de Honshū hasta la ciudad de Aomori.

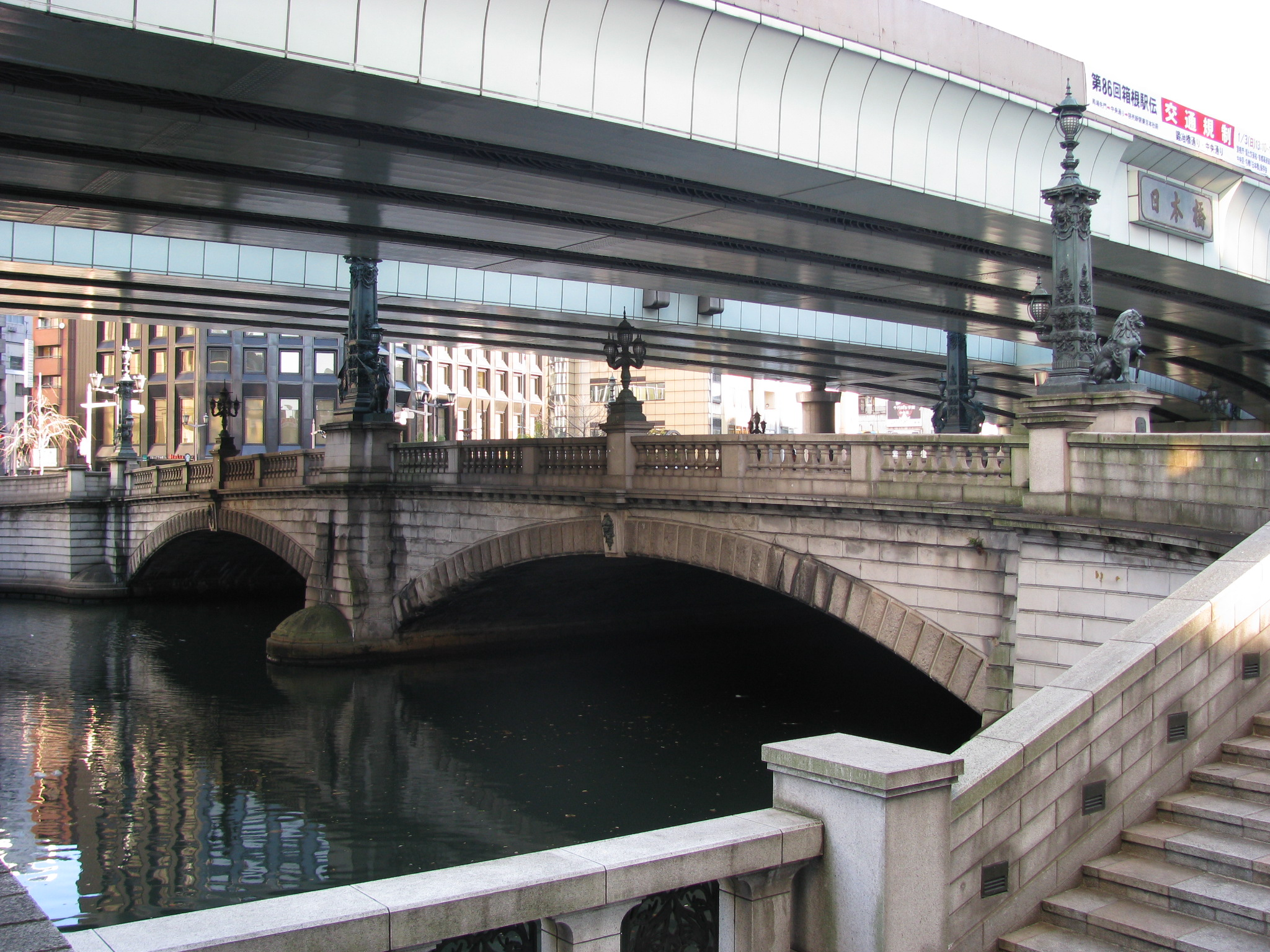
Nihonbashi en Chūō, Tokio.

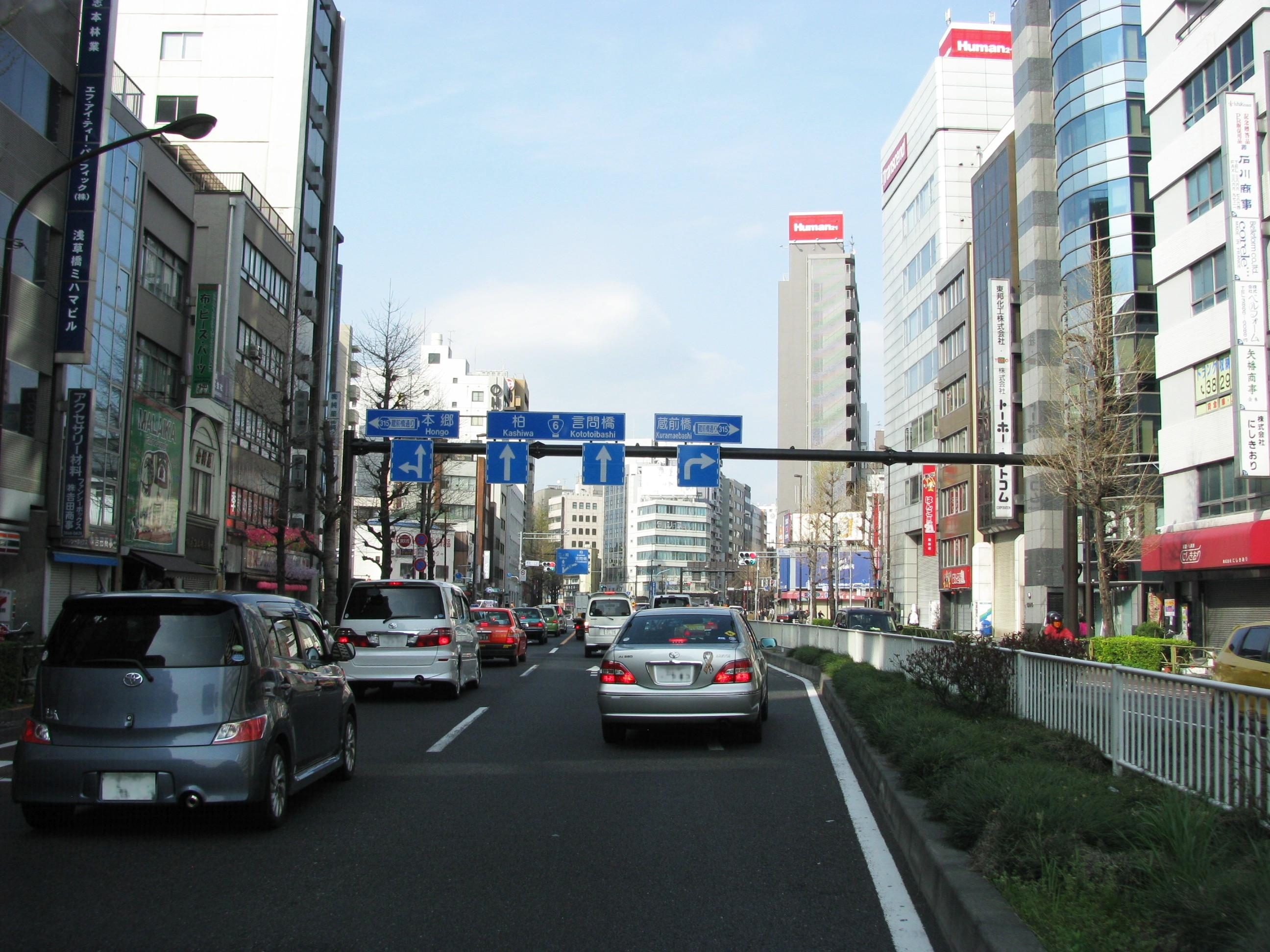
Ruta Nacional 6 en Kuramae, Taitō, Tokio.

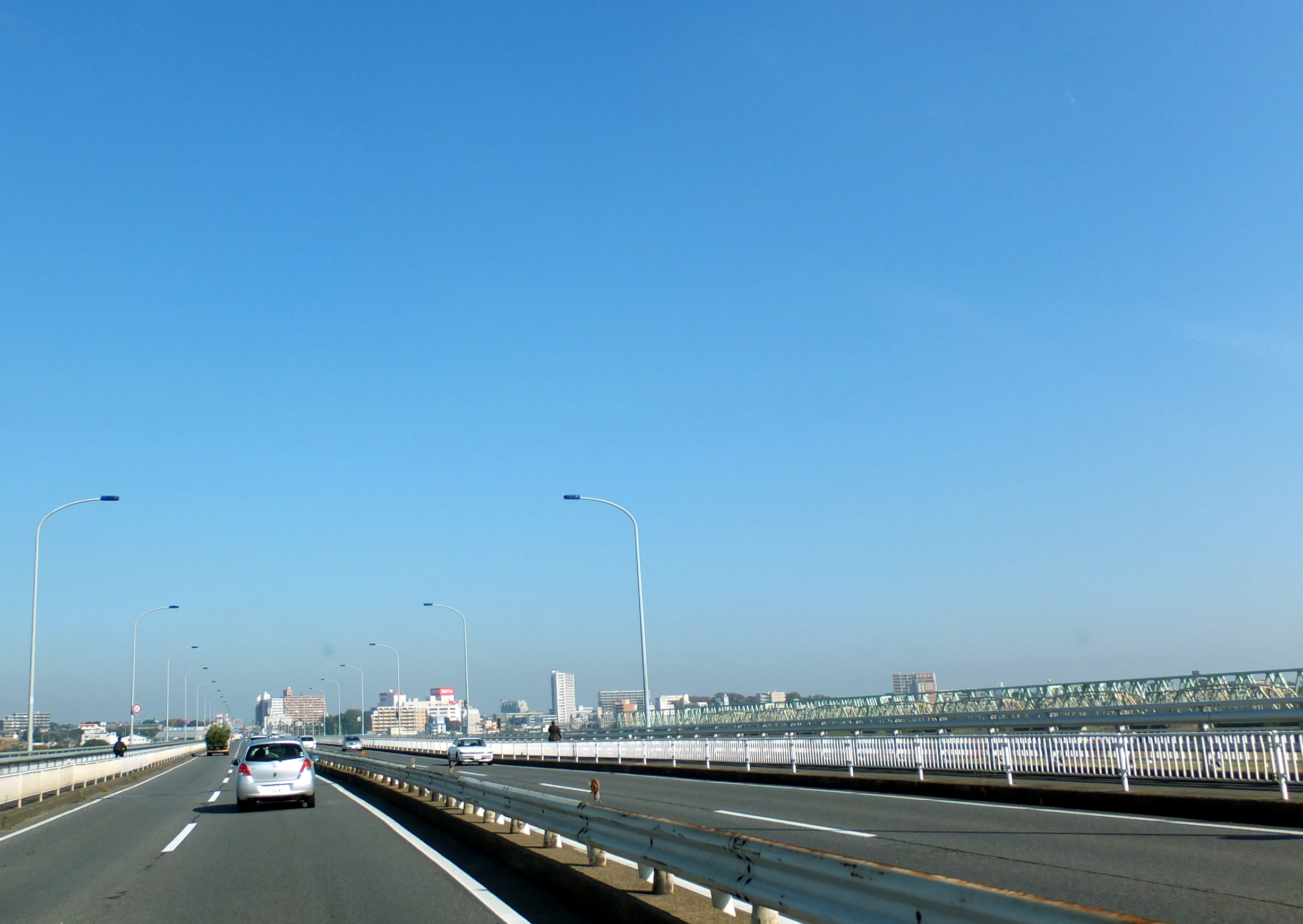
Puente Ootone sobre el río Tone, Ruta Nacional 6 y la ciudad de Toride.

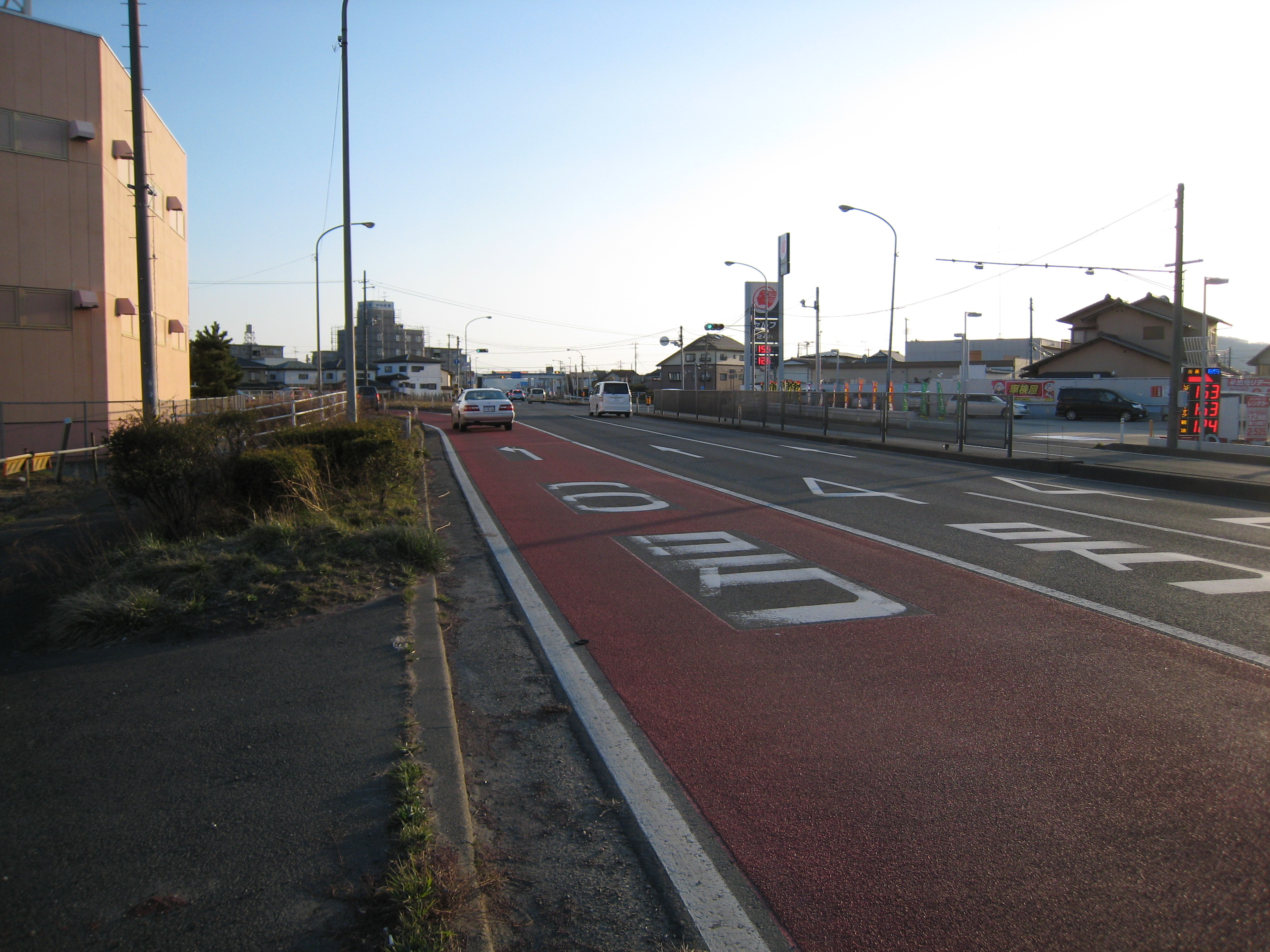
Ruta Nacional 4 e intercambiador a Ruta Nacional 6 en Iwanuma (Miyagi).

## Principales intersecciones
| Punto de origen de la ruta en Nihonbashi, Chūō, Tokio. Las rutas 1, 15 y 20 se superponen y las rutas 4, 6, 14 y 17 también se superponen, en su origen. | | |           |
| (Nihonbashi) Chūō | Ruta Nacional 1 Ruta Nacional 15 Ruta Nacional 20 Ruta Nacional 17 Ruta Nacional 4 Ruta Nacional 14  | En Hihonbashi nacen siete rutas nacionales. La Ruta Nacional 6 se superpone desde el punto de origen con otras tres rutas: Ruta Nacional 17 hasta la intersección Muromachi 3 chōme Ruta Nacional 4 hasta la intersección Honchō 3-chōme Ruta Nacional 14 hasta la intersección Asakusa-bashi | Tokio     |
| Taitō | | | Tokio     |
| Sumida | | | Tokio     |
| Katsushika | Ruta C2                                                                                              | Anillo central C2 (Tokio) | Tokio     |
| Matsudo | Ruta Nacional 298 Ruta Nacional 464                                                                  | | Chiba     |
| Kashiwa | Ruta Nacional 16                                                                                     | | Chiba     |
| Abiko | Ruta Nacional 356                                                                                    | | Chiba     |
| Toride | Ruta Nacional 294                                                                                    | | Ibaraki   |
| Ryūgasaki | | | Ibaraki   |
| Ushiku | Ruta Nacional 408 Ken-Ō Expressway                                                                   | | Ibaraki   |
| Tsuchiura | Ruta Nacional 354 Ruta Nacional 125 Bypass Ruta Nacional 125                                         | | Ibaraki   |
| Kasumigaura | E6 Jōban Expressway                                                                                  | | Ibaraki   |
| Ishioka | Ruta Nacional 355 Bypass Ruta Nacional 355                                                           | | Ibaraki   |
| Omitama | | | Ibaraki   |
| Ibaraki | E50 Kita-Kantō Expressway                                                                            | | Ibaraki   |
| Mito | Ruta Nacional 50 Ruta Nacional 51                                                                    | | Ibaraki   |
| Hitachinaka | | | Ibaraki   |
| Tōkai | | | Ibaraki   |
| Hitachi | E6 Jōban Expressway Ruta Nacional 293 Ruta Nacional 245 Ruta Nacional 245 Bypass E6 Jōban Expressway | | Ibaraki   |
| Takahagi | Ruta Nacional 461                                                                                    | | Ibaraki   |
| Kitaibaraki | | | Ibaraki   |
| Iwaki | Ruta Nacional 289 Ruta Nacional 49 Ruta Nacional 399                                                 | | Fukushima |
| Hirono | | | Fukushima |
| Nahara | | | Fukushima |
| Tomioka | | | Fukushima |
| Ōkuma | | | Fukushima |
| Futaba | Ruta Nacional 288                                                                                    | | Fukushima |
| Namie | Ruta Nacional 114                                                                                    | | Fukushima |
| Minamisōma | | | Fukushima |
| Sōma | Ruta Nacional 115 Ruta Nacional 113                                                                  | | Fukushima |
| Shinchi | Ruta Nacional 113                                                                                    | | Fukushima |
| Yamamoto | E6 Jōban Expressway                                                                                  | | Miyagi    |
| Watari | | | Miyagi    |
| Iwanuma | Ruta Nacional 4                                                                                      | La Ruta Nacional 6 se superpone con la Ruta Nacional 4 desde Iwanuma (Miyagi). | Miyagi    |
| Natori | Ruta Nacional 4                                                                                      | La Ruta Nacional 6 se superpone con la Ruta Nacional 4 desde Iwanuma (Miyagi). | Miyagi    |
| Sendai | Ruta Nacional 4 Ruta Nacional 45                                                                     | La Ruta Nacional 6 se superpone con la Ruta Nacional 4 desde Iwanuma (Miyagi). | Miyagi    |
| Punto final de la ruta en Sendai, Miyagi. | | |           |